# Výstražná deska

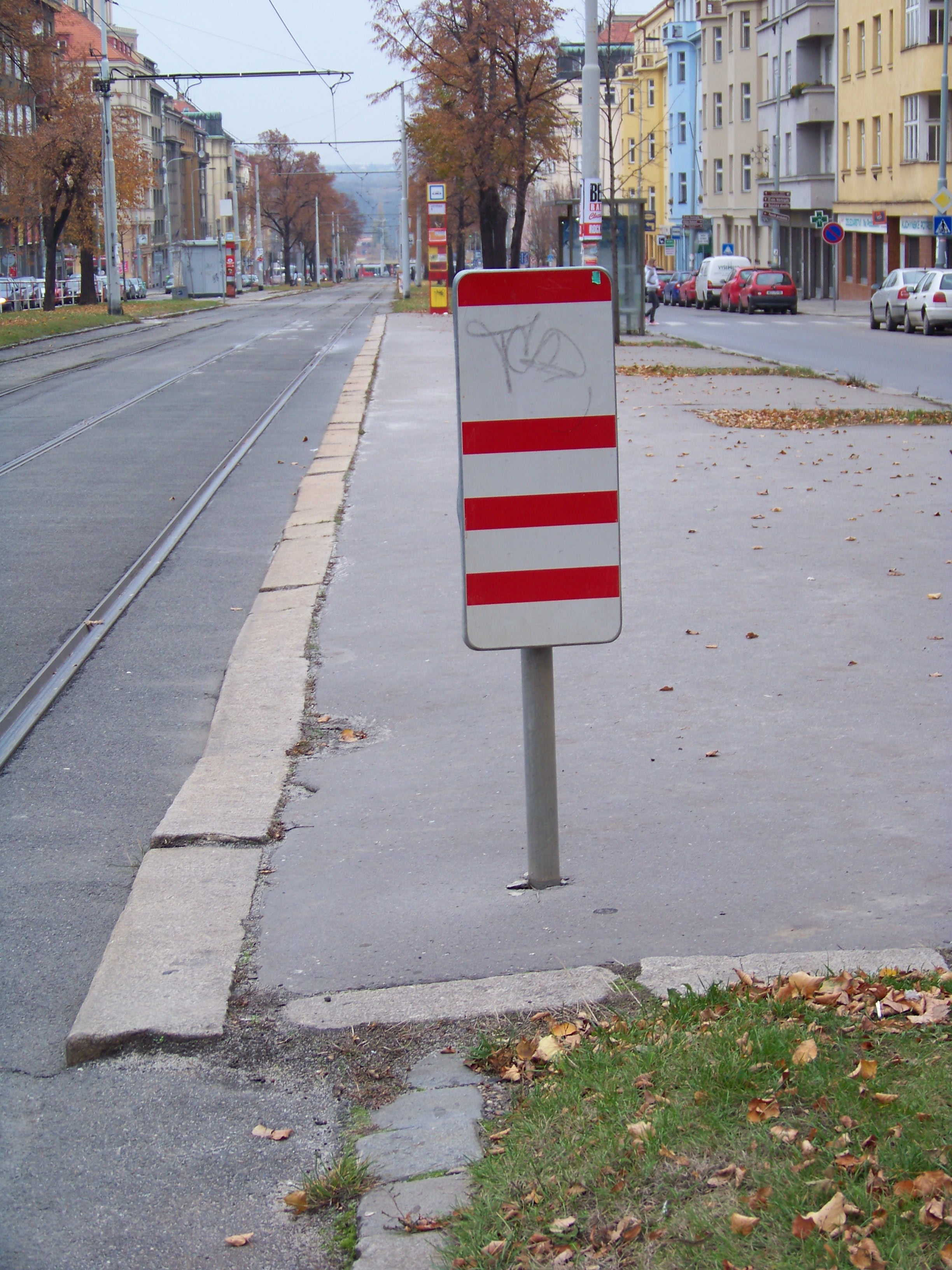
Výstražná deska na zastávce Lotyšská v Praze

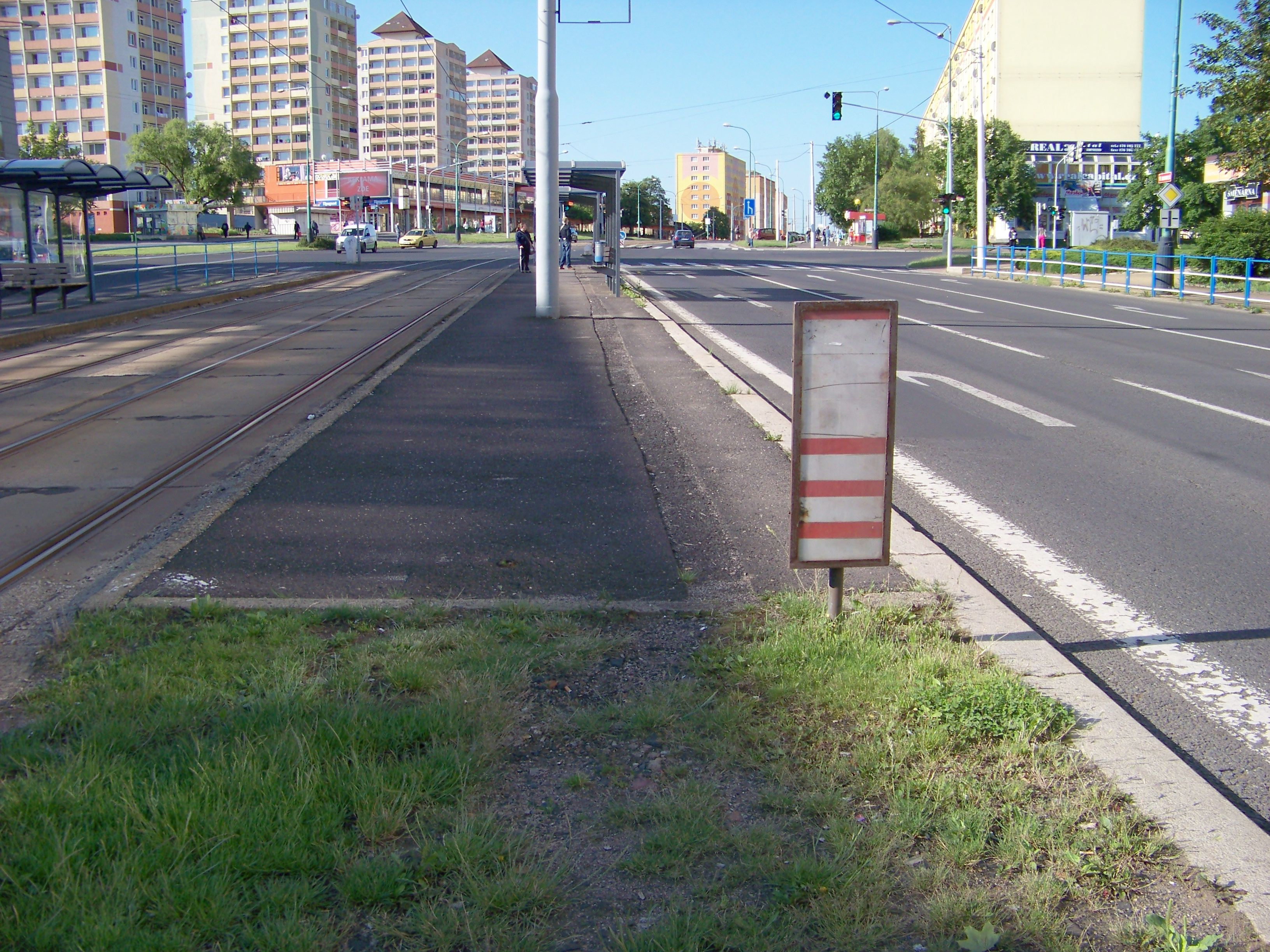
Výstražná deska na zastávce „Most, 1. nám.“ v Mostě

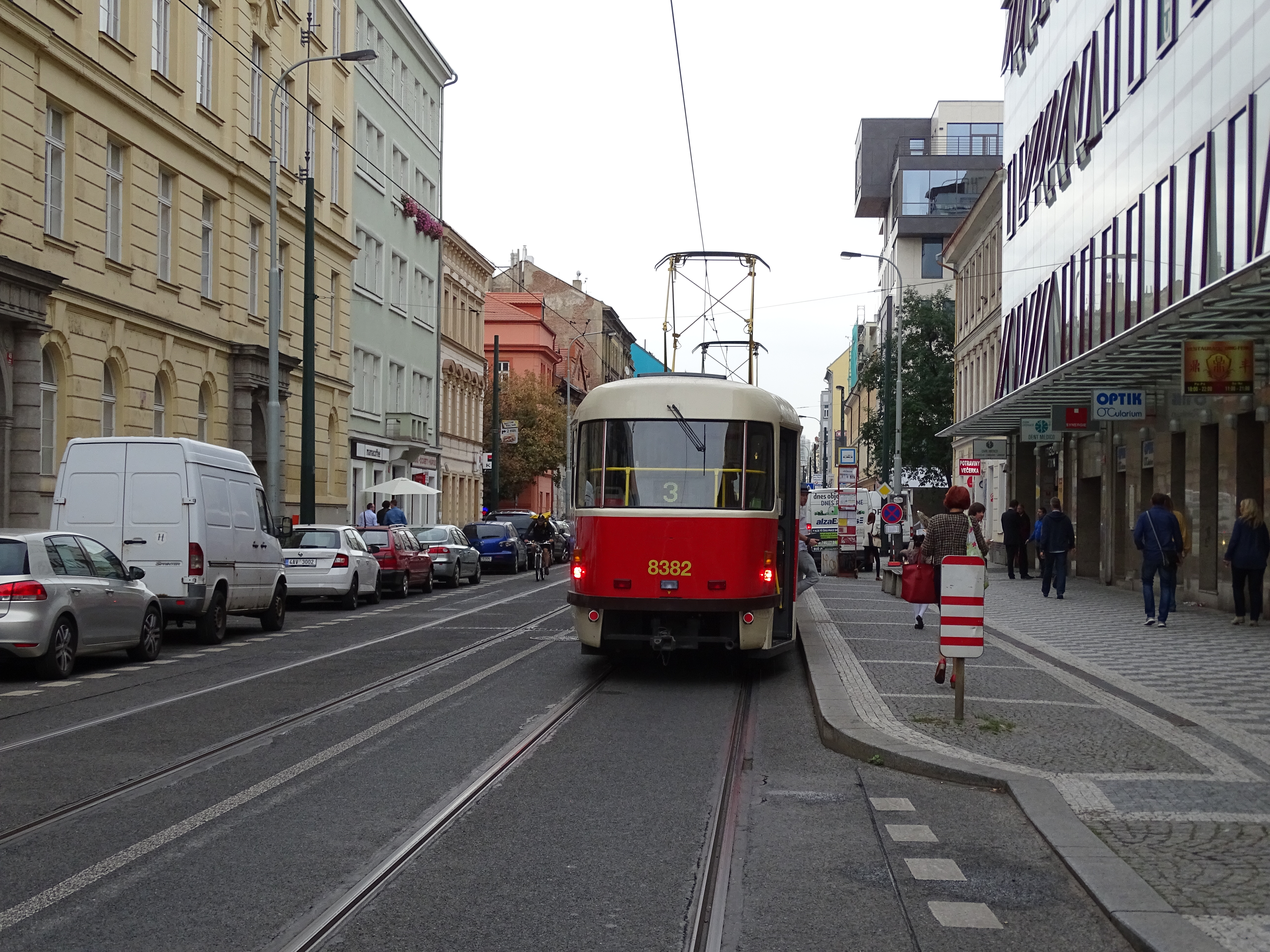
Výstražná deska označující náznak zastávkového mysu v zastávce Křižíkova v Praze

Výstražná deska bylo výstražné značení, které československá oborová norma ON 73 6425, účinná od 1. srpna 1978, předepisovala pro tramvajové zastávky jako označení konce nástupního ostrůvku nebo nástupiště na zvýšeném tramvajovém pásu, a to jako alternativu ke světelnému výstražnému majáčku. Od roku 1995 norma ČSN 73 6425 použití výstražné desky zmiňovala i nadále, avšak nikde již nebyla stanovena její podoba. Podle ČSN 73 6425-1 z roku 2007 dosavadní výstražná deska splynula s dopravním zařízením nazývaným již dříve směrovací deska. 

## Historie standardizace
V roce 1970 byla vydána Pravidla technického provozu městských drah. Ta v § 13, týkajícím se zastávek, v bodě 10 stanovila, že nástupní ostrůvek a nástupiště na tramvajovém pásu musejí být na konci označeny světelným výstražným majáčkem, který na sobě musí mít vodorovné červenobílé pruhy a do výše 0,5 m od vozovky červené odrazky nebo odrazová skla. Možnost použití výstražné desky PTP MD nepřipouštěly.
Ve vyhlášce 80/1966 Sb. byl v § 36 odst. 15 jen velmi krátký výčet dopravních zařízení, z nichž podobnou funkci měly pouze „směrové desky v nebezpečných zatáčkách“ (funkční obdoba dnešních vodicích tabulí), jejichž podoba však tehdy nebyla kodifikována. Ve vyhlášce 100/1975 Sb. se poprvé objevila vyobrazena dopravní zařízení s podobnou funkcí, konkrétně dopravní zařízení Z 4 „Směrovací deska“ a Z 3 „Vodicí tabule“.
Oborová norma ON 73 6425 „Zastávky městské hromadné dopravy“ ze 14. září 1976, účinná od 1. srpna 1978, v bodě 101 stanovila, že světelný výstražný majáček nebo výstražná deska, označující konec zastávky, se umístí na všech zastávkách s nástupním ostrůvkem nebo nástupištěm, které je součástí zvýšeného tramvajového pásu nebo pruhu, a to ve smyslu čl. 92 (tj. nejméně 1,90 m od osy koleje a nejméně 0,50 metru od obrysu silničních vozidel) a 0,50 metru od konce zastávky, přičemž náběh se nezapočítává. Na ostatních zastávkách se měly umisťovat jen tehdy, vyžaduje-li to bezpečnost silniční nebo tramvajové dopravy nebo bezpečnost cestujících nebo chodců. Světelný výstražný majáček i výstražná deska musely být vybaveny červenými odrazkami nebo odrazovými skly umístěnými ve vodorovných pruzích a jejich výška nesměla být větší než 1000 mm. Bylo-li nutno na výstražný majáček nebo výstražnou desku umístit dopravní značku „Přikázaný směr objíždění“, muselo být její upevnění provedeno tak, aby majáček nebo výstražnou desku nezakrývala. Doporučený tvar majáčku byl vyobrazen v příloze č. 5, tvar výstražné desky byl stanoven v příloze č. 6.
Zmínka o tom, že se na zadní část nástupišť a nástupních ostrůvků tramvajových a sdružených zastávek umisťuje majáček nebo výstražná deska, se dostala i do novějších ČSN 73 6425 z prosince 1995, avšak podoba výstražné desky tam již není vyobrazena ani jinak předepsána. Podle odst. 7.1.12 ČSN 73 6425 z roku 1995 měla být výstražná deska umisťována ve vzdálenosti 0,50 m od konce a 0,50 m od vnější hrany nástupiště nebo nástupního ostrůvku. Toto ustanovení tedy počítalo s tím, že vně zastávky je veden silniční provoz a výstražná deska má chránit tramvajové nástupiště před silničními vozidly. Požadavek na vybavení odrazkami nebo odrazovými skly byl nahrazen požadavkem retroreflexního provedení desky. 
ČSN 73 425-1 „Autobusové, trolejbusové a tramvajové zastávky, přestupní uzly a stanoviště – Část 1: Navrhování zastávek“ z května 2007 v bodě 7.4.1 (v rámci kapitoly 7.4 Označení nástupních ostrůvků) stanoví, že na zadní části samostatných nástupních ostrůvků (sousedících s jízdním pásem pro automobilový provoz) se umisťuje směrovací deska Z4, která může být doplněná dopravní značkou C4 a/nebo dopravní majáček podle zvláštních předpisů (s odkazem na TP 65). U nástupních ostrůvků, na kterých navazuje v zadní části přechod s rampovým přístupem na nástupištěm, se navrhuje ochranný ostrůvek s dopravním zařízením (směrovací deska nebo dopravní majáček) a v takovém případě se konec nástupiště dopravní značkou nevyznačuje. Dopravní zařízení se umisťuje 0,50 m od konce a 0,60 m od vnější hrany nástupiště nebo nástupního ostrůvku a nesmí zasahovat do hmatových úprav pro zrakově postižené. Podle bodu 7.3.2  konec nástupiště tramvají je obvykle 0,5 m za koncem nástupní hrany a konec nástupní hrany je v úrovni kolmice k ose vyznačeného prostoru zastávky (tramvajové trati) v místě umístění výstražné směrovací desky nebo dopravního majáčku na zastávce, která má vyznačen obvod dráhy, nebo v místě umístění dopravní značky č. C4a, b, c  nebo dopravního majáčku na nástupním ostrůvku. V bodě 7.3.5, který se týká šířky nástupiště nebo nástupního ostrůvku, je pak stanoveno, že pro umístění označníku, dopravního majáčku a směrovací desky neplatí zachování stanovené nejmenší volné šířky pro průchod. V bodě 7.3.10 je stanoveno, že dopravní majáček nebo směrovací deska se umisťují mimo hmatové úpravy. Dosavadní pojem „výstražná deska“ tak splynul s pojmem směrovací deska, který dosud označoval dopravní zařízení, jehož podobu stanoví prováděcí vyhláška k pravidlům silničního provozu. 
Zatímco světelné a výstražné majáčky byly v období od 1. ledna 1976 do 30. ledna 2001 dopravními zařízeními ve smyslu pravidel silničního provozu, a podle § 47 písm. h) vyhlášky č. 99/1989 Sb. byly určeny k označení dopravních ostrůvků, popřípadě překážek silničního provozu, výstražná deska nebyla nikdy v definici dopravních zařízení uvedena. Rovněž nikdy nebyla dopravní značkou ani drážní návěstí pro tramvajovou dopravu.

## Podoba
Tabule měla podle přílohy č. 6 ON 73 6425 z roku 1976 tvar obdélníku stojícího na výšku (tedy podobný, jako návěstní deska před železničním přejezdem nebo směrovací deska určená k podobným účelům jako výstražná deska). 
Šířka desky byla stanovena na 250 až 300 mm, výška desky 700 až 750 mm, výška horní hrany desky maximálně 950 mm nad zemí. Podklad desky byl bílý, v dolní části byly tři souběžné vodorovné červené pruhy o šířce 60 mm s mezerami o šířce 80 mm (stejná mezera byla i mezi dolním okrajem desky a prvním červeným pruhem), v horní části bezprostředně u horního okraje byl pak samostatně čtvrtý červený pruh stejné šířky. Pro šířku pruhů a mezer mezi nimi byla stanovena tolerance ± 10 mm. Ve vzorovém vyobrazení byla deska zobrazena na dvojici sloupků, které nebyly okótované. 

## Použití výstražných desek v Praze
V Praze se však výstražný majáček či výstražná deska staly v dopravním a návěstním předpise Dopravního podniku hl. m. Prahy součástí definice prostoru zastávky, na základě které bylo definováno, kdy tramvajový vlak stojí v zastávce a kdy mimo zastávku. Například předpis D 1/2 z 21. května 1987, platný od 1. listopadu 1987, v § 9 bodu 1 říkal: „Každá zastávka je na začátku zastávkového prostoru označena označníkem zastávky. Konec zastávkového prostoru je označen výstražným majáčkem, deskou nebo dopravní značkou D 29b dle vyhlášky FMV č. 100/1975 Sb.“
Z toho důvodu se v Praze začaly výstražné desky používat i na zastávkách, které na vnější straně nepřiléhaly k vozovce, například na zastávkách na samostatném nebo bočně přidruženém tramvajovém tělese, na zastávkách s nástupištěm tvořeným chodníkem nebo dokonce i na některých zastávkách bez nástupiště, s nástupem přes vozovku, a výstražné desky často nebyly umísťovány na vnější straně nástupiště, ale na jeho vnitřní straně a interpretovány spíše jako návěstidlo pro tramvajovou dopravu. V některých případech bylo takové umístění v rozporu s požadavkem § 58 odst. 1 Stavebního a technického řádu drah, podle něhož stavební uspořádání zastávek musí umožňovat snadný, bezpečný a bezbariérový přístup cestujících a nesmí svým provedením omezovat bezpečnost provozování dráhy a drážní dopravy nebo silničního provozu. 
Dopravní a návěstní předpis D 1/2 účinný od 1. března 1998 v § 2 bod 21 stejně jako novější předpis téhož označení účinný od 1. dubna 2012 v § 2 bodu 19 už výstražnou desku v definici prostoru zastávky nezmiňují, ale shodně stanoví: „Prostor zastávky je místo od označníku zastávky po označení konce zastávky. Označení je provedeno dopravní značkou nebo jiným dopravním zařízením. Není-li konec zastávky vyznačen, rozumí se prostorem zastávky délka nástupní hrany nástupiště. Nelze-li prostor zastávky vymezit dle předchozích ustanovení tohoto odstavce, rozumí se jejím prostorem vzdálenost do 30 m od označníku zastávky.“